# Yoon Suk-yeol
Yoon Suk-yeol (coreà: 윤석열)  (Seongbuk, 18 de desembre de 1960) és un advocat i estadista sud-coreà, president de la República de Corea des del 10 de maig de 2022 fins al 14 de desembre de 2024 que va ser destituït pel Parlament Sud-coreà per protagonitzar l'Intent de cop d'estat de Corea del Sud de 2024. Va ser fiscal general de Corea del Sud del 2019 al 2021 durant el mandat del president Moon Jae-in, va tenir un paper clau en la condemna de l'expresidenta Park Geun-hye.
Candidat designat pel partit Power to the People, el principal partit de l'oposició, a les eleccions presidencials de Corea del Sud de 2022, va guanyar per poc contra Lee Jae-myung, tornant el partit conservador al capdavant del país. Com a president, Yoon va rebre índexs d'aprovació molt baixos. El desastre de l'allau humana de Seül de Halloween el 2022 i la crisi mèdica de Corea del Sud el 2024 es van produir sota la seva administració, la darrera de les quals encara està en curs. Els crítics afirmen que, sota Yoon, Corea del Sud ha experimentat una erosió democràtica.

## Biografia

### Joventut i estudis
Yoon va néixer a Seül el 18 de desembre de 1960, d'un pare acadèmic i membre de l'Acadèmia de Ciències de la República de Corea, i d'una mare professora a la Universitat de Dones Ewha posició que va deixar després del seu matrimoni.
Va estudiar dret a la Universitat Nacional de Seül durant les protestes de Gwangju. Després va fer fortes crítiques al president Chun Doo-hwan. Després d'això, va fugir a la província de Gangwon-do per evitar les repercussions. Va passar el llistó el 1991 després de diversos intents fallits.

## Carrera jurídica

### Advocat després fiscal
Va ser nomenat fiscal el 1994. Després de diversos anys de carrera especialitzat en casos de lluita contra la corrupció, en particular diversos relacionats amb el president Lee Myung-bak, va assolir la fama nacional el 2016, quan va prendre el lideratge de la investigació de l'escàndol de Choi Soon-sil que implicava aquest últim, el president Park Geun-hye i el president del grup Samsung, Lee Jae-yong, que va portar a la destitució del president Park el desembre de 2016. El 2017, el recentment elegit president Moon Jae-in el va nomenar cap de l'oficina del fiscal de Seül, elogiant sobretot el fet que Yoon hagués acusat dos antics presidents, així com molts altres funcionaris durant la seva carrera.

### Fiscal General de Corea del Sud

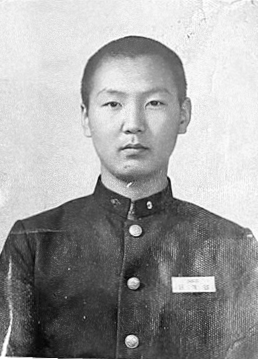
Yoon Suk-yeol als 16 anys (1976).

El 2019, va ser nomenat Fiscal General de Corea del Sud, un nomenament ben rebut pel governant Partit Demòcrata, però criticat per l'oposició Partit Llibertat de Corea. Entre les seves primeres ocupacions, va investigar el governant ministre de Justícia Cho Kuk, atrapat en diversos escàndols. Aleshores, l'opinió pública es va revertir i va rebre el suport del Partit de la Llibertat de Corea, però criticat pel Partit Demòcrata.
El substitut de Kuk, Choo Mi-ae, va dissoldre llavors l'equip de fiscals que treballava amb Yoon, al·legant la incapacitat d'aquest últim per dur a terme una reorganització al seu departament. Aquesta acció és vista pels coreans com un càstig cap a Yoon per haver acusat Kuk. El 24 novembre 2020, va ser suspès de les seves funcions per l'actual ministre de Justícia, per violacions ètiques i abús de poder. Després d'haver apel·lat, va suspendre aquesta decisió, i es va mantenir al seu càrrec.
No obstant això, com a protesta, va dimitir el seu càrrec el març de 2021.

## Eleccions presidencials de 2022
El 29 de juny de 2021, Yoon Suk-yeol va anunciar oficialment la seva candidatura per a les eleccions presidencials de Corea del Sud de 2022. El juliol es va incorporar al Partit del Poder Popular, principal partit de l'oposició i va participar en les primàries del partit per determinar el candidat que el representaria.
El 5 de novembre de 2021 va guanyar les primàries amb 47,85% de vots emesos a favor seu, enfront del 41,5% per al seu principal oponent Hong Joon-pyo. Per tant, es va convertir oficialment en el candidat del Partit Conservador durant la campanya electoral.
El 10 de març, va guanyar les eleccions presidencials, guanyant per poc el candidat progressista Lee Jae-myung (48,5% dels vots contra 47,8% del seu rival) i convertint-se així en el nou president de Corea del Sud, succeint Moon Jae-in. La campanya va estar més marcada per invectives que per debats de fons.

## President de la República
Yoon Suk-yeol fou investit oficialment com a president de la República de Corea el 10 de maig de 2022. En el seu discurs d'investidura, va demanar una desnuclearització completa de Corea del Nord, denunciant el perill per a la seguretat global que suposa l'arsenal nuclear de Corea del Nord.
També va decidir obrir al públic coreà, per primera vegada, el dia de la seva inauguració, la Casa Blava, seu de la presidència a Seül. Considerant el lloc com «símbol del poder imperial», decideix «donar al públic» l'oficina presidencial i va traslladar la presidència a les dependències del Ministeri de Defensa.
A principis de maig, l'equip de transició del nou president va anunciar 110 tasques que l'administració té previst abordar, entre elles la privatització i la reestructuració d'institucions i sistemes públics. Com a part d'aquestes reformes, l'any 2024 es crearà una nova agència espacial basada en el model nord-americà de la NASA: Korea AeroSpace Administration (KASA).

### Política econòmica
Atesa la forta activitat econòmica, Yoon Suk-yeol assegura que mantenir el límit a 52 hores a la setmana laboral és poc realista. Una reforma pretén ampliar el temps màxim de treball a 69 hores setmanals. Aquesta perspectiva satisfà els empresaris, però és impugnada pels sindicats de treballadors.
Va anunciar que volia posar en marxa un ampli programa de privatitzacions per reforçar la competència, reduir la dimensió de l'Estat i lluitar contra el dèficit de les finances públiques. L'estiu del 2023 s'anuncia oficialment una licitació per a la venda de Hyundai Merchant Marine (HMM), la companyia naviliera de contenidors de propietat estatal més gran del país. Aquesta és la segona privatització important en el sector marítim des de la venda majoritària de Hanwha Ocean Company el setembre de 2022. Les operacions van ser adquirides pel grup Hanwha, la setena empresa més gran de Corea del Sud. El govern també s'està preparant per privatitzar Korea Aerospace Industries (KAI). També es preveuen importants retallades fiscals, especialment pel que fa a l'impost sobre societats.

### Gestió de conflictes socials
El novembre del 2022, desenes de milers de camioners fan vaga per aconseguir millors condicions laborals. Al cap d'uns dies, citant les conseqüències negatives de la vaga per a l'economia i assegurant que els vaguistes volen prendre el país com a ostatge, el govern ordena la tornada a la feina. Els qui es neguen s'arrisquen a la presó i a desenes de milers d'euros en multes.
El gener de 2023, el Servei Nacional d'Intel·ligència va assaltar les instal·lacions de la Confederació de Sindicats de Corea (KCTU) amb l'acusació de vincles amb Corea del Nord. El KCTU acusa el govern de trama contra ella. L'acusació de vincles amb Corea del Nord és comú a Corea del Sud reprimir organitzacions polítiques sindicals o d'esquerres.
El president Yoon ha afirmat repetidament la seva hostilitat al moviment obrer, arribant a afirmar que les persones que fan vaga són tan perilloses com les ogives nuclears de Corea del Nord.

### La mort d'un soldat
El president Yoon ha estat criticat per encobrir alts funcionaris militars en la mort d'un marine sud-coreà el 2023 bloquejant factures per investigar l'assumpte.

### Al·legacions d'erosió democràtica
El 2024, el V-Dem Institute de Suècia va informar que, sota l'administració de Yoon, Corea del Sud havia caigut en el seu índex de democràcia liberal. El rànquing mundial de llibertat de premsa de Reporters Sense Fronteres per a Corea del Sud va caure del lloc 47 al 62 entre el 2023 i el maig del 2024. Aquesta situació es va veure influenciada per l'ús excessiu de l'administració de Yoon de sancions contra mitjans de comunicació i periodistes crítics amb el govern, com MBC.
Un informe de Munhwa Broadcasting Corporation (MBC) va al·legar que Yoon va influir en les investigacions policials. Els crítics van al·legar que la policia, sota Yoon, va investigar ràpidament els sindicats i els mitjans de comunicació, però va ser cautelosa quan va investigar qüestions relacionades amb Yoon. Per exemple, una ordre emesa per l'Assemblea Nacional sobre la Primera Dama Kim Keon-hee va ser bloquejada per la policia.
El novembre de 2024, els crítics van afirmar que la policia, sota ordres de l'administració de Yoon, s'estava utilitzant per reprimir les protestes antigovernamentals. Alguns van argumentar que aquestes accions contradiuen una decisió del 2021 de la Cort Suprema de Corea.
La freqüència dels funcionaris del govern absents de les sessions de l'Assemblea Nacional va augmentar sota l'administració de Yoon. Durant un període d'un any i quatre mesos, des del maig del 2022 fins a l'agost del 2023, hi va haver 29 absències de caps de departaments governamentals, viceministres i caps d'organitzacions afiliades. El president Yoon ha estat durament criticat per abusar del poder de veto dels comptes.

#### Censura mediàtica
El govern prengué el control del grup audiovisual públic, Korean Broadcasting System (KBS) eliminant diversos programes, inclòs el Choo Chin-woo Live, un programa polític diari reconegut per les seves investigacions sobre la corrupció de personatges polítics. Els periodistes van ser acomiadats, així com 70 directius, i alguns van ser substituïts per persones properes al partit Poder al Poble, el partit del president. El govern també està planejant la creació d'una agència per combatre la informació falsa que podria requerir el cessament de l'emissió de qualsevol mitjà, inclosos els canals de YouTube.
El Sindicat Nacional de Treballadors dels Mitjans de Comunicació ha lamentat infraccions de la Llei de Radiodifusió, que garanteix la llibertat i la independència dels programes d'emissió i estableix que ningú no pot interferir en la seva gestió. Altres han comparat aquestes mesures amb les presidències autoritàries de Lee Myung-bak (2008-2013) i Park Geun-hye (2013-2017) durant les quals els periodistes crítics van ser objectius de demandes per difamació reiterades, i els van ficar potencialment a la presó en una llista negra. Yoon Suk-yeol també va derrotar l'adopció d'un projecte de llei aprovat per l'oposició democràtica a l'assemblea nacional destinada a limitar l'intervencionisme estatal en la radiodifusió pública.
L'administració de Yoon ha estat acusada de reprimir les crítiques dels mitjans de comunicació apel·lant a les agències estatals, inclosa la Junta d'Auditoria i Inspecció i la Comissió Anticorrupció i Drets Civils. Segons un informe de MBC, alguns periodistes van rebre un tracte preferent durant l'entrevista anual de Cap d'Any del president.

### Indults presidencials
Ofereix un indult presidencial al multimilionari Lee Jae-yong, el cap del grup Samsung condemnat per corrupció i malversació el gener de 2021. Altres tres homes de negocis també van ser indultats, inclòs el president del Lotte Group, Shin Dong-bi. A finals del 2022, també va indultar el seu predecessor Lee Myung-bak, condemnat el 2020 a 17 anys de presó per diversos casos de corrupció, i diverses altres personalitats properes als cercles conservadors com Won Sei-hoon, l'antic cap del servei secret que havia mobilitzat els seus serveis per a una campanya en línia en benefici del camp conservador de cara a les eleccions presidencials de 2012, i col·laboradors de l'expresidenta Park Geun-hye, ella mateixa indultada el 2021.

### Espionatge i Afers Exteriors dels EUA
L'abril de 2023, els documents confidencials dels Estats Units filtrats semblen indicar que els Estats Units van espiar els assessors de seguretat nacional del president Yoon Seok-yeol per tal d'assegurar el lliurament d'armes a Ucraïna. La notícia de la filtració va provocar crítiques a Corea del Sud per la vulnerabilitat de les comunicacions dins de les administracions clau del país, com ara la presidència. Els opositors polítics van acusar el govern d'intentar minimitzar l'incident i calmar les relacions amb l'aliat dels EUA, abans de la visita de Yoon Seok-youl a Washington el mateix mes. El van instar a investigar aquestes denúncies d'escoltes telefòniques.
El 18 d'agost de 2023, va participar en una reunió amb els caps d'estat nord-americans i japonesos per discutir la qüestió de les amenaces xineses i nord-coreanes.

### Popularitat
La seva puntuació de popularitat cau al 19% d'opinions favorables després d'uns pocs mesos d'exercir el poder.

### Intent de cop d'estat

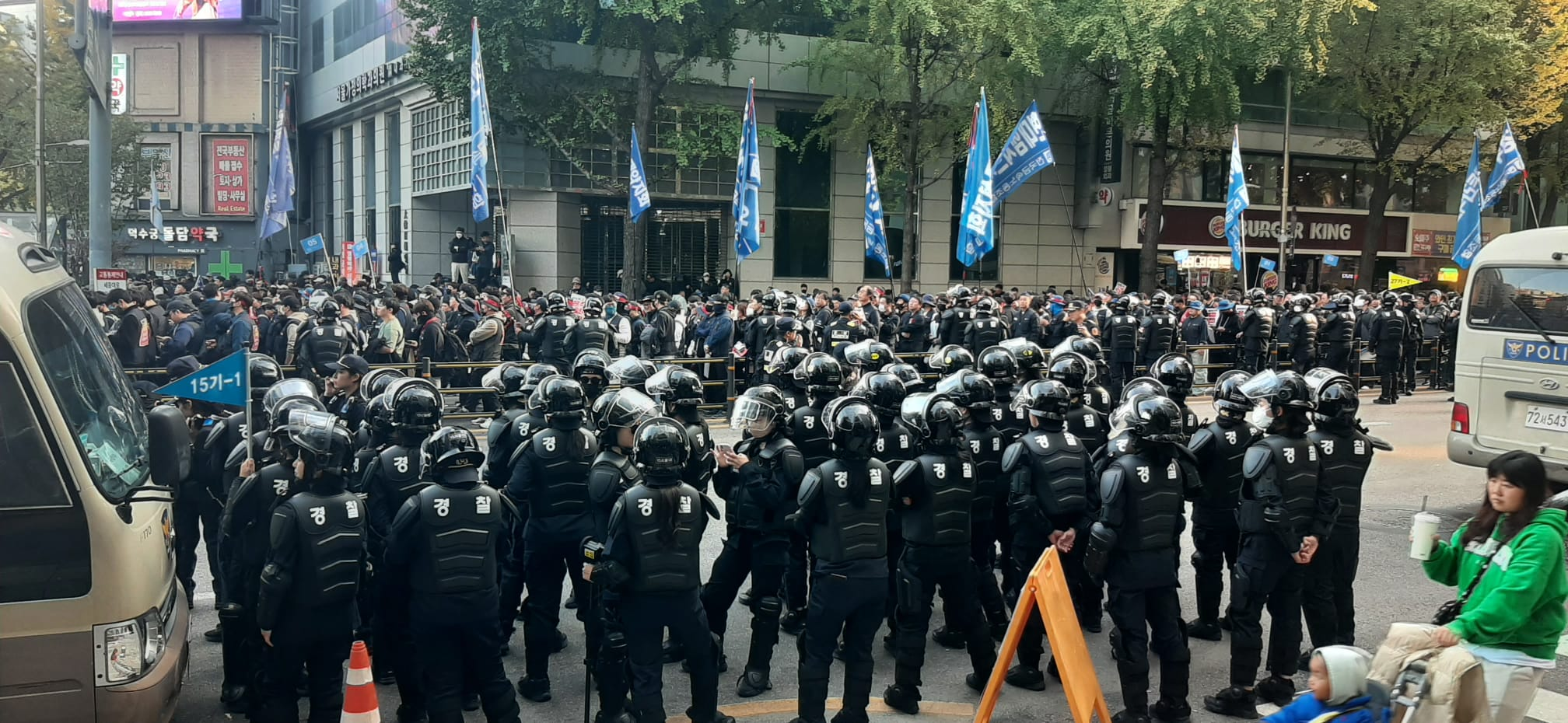
Manifestació 9-11-24 a Seül contra el President Yoon Suk-yeol

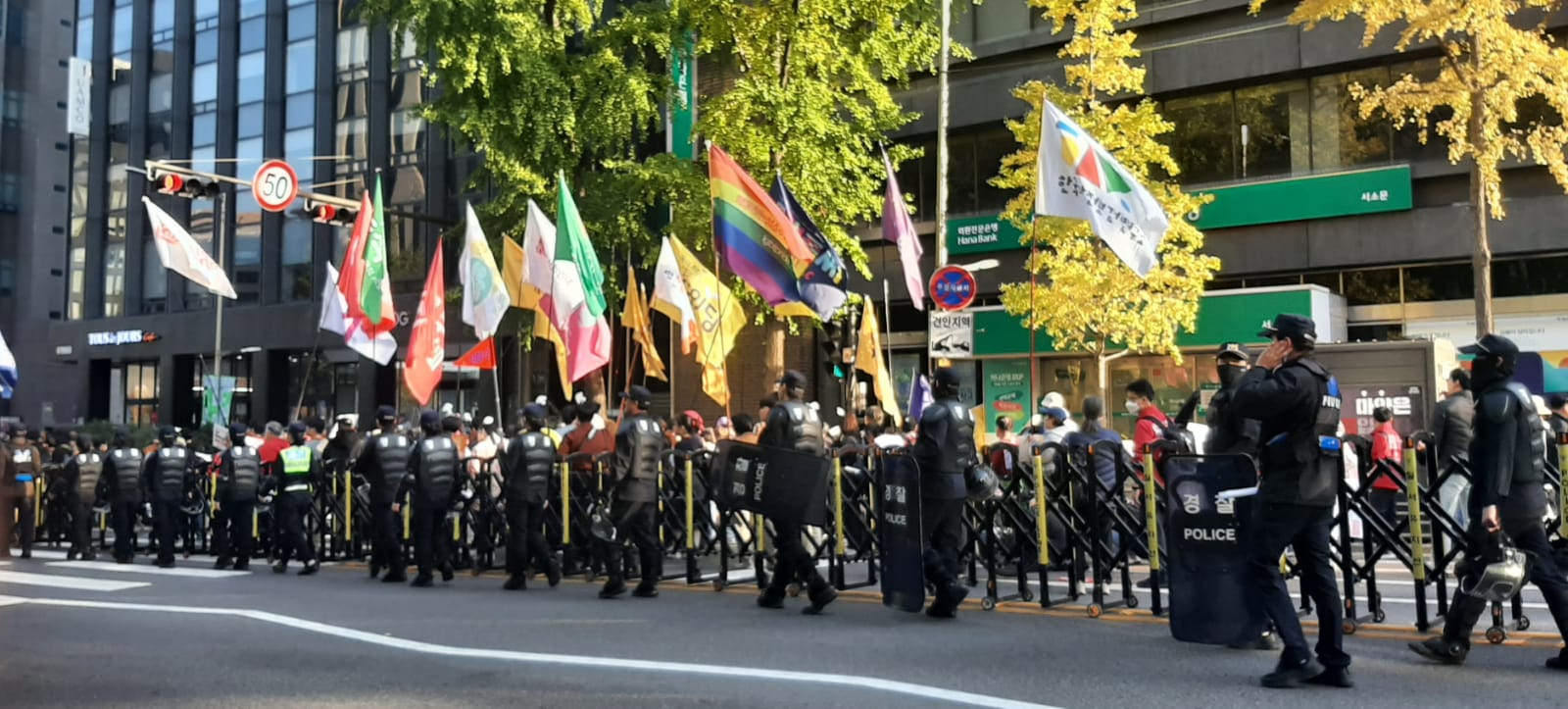
Manifestació 9-11-24 a Seül contra el President Yoon Suk-yeol

Els dies 3 i 4 de desembre de 2024, Corea del Sud van estar marcats per esdeveniments polítics i tensions regionals importants. El president del país va intentar un intent de Cop d'estat, instaurant la llei marcial, cosa que va provocar una crisi política i social. Aquesta acció va ser ràpidament rebutjada pel parlament i la societat civil, i el president finalment va cedir a la pressió per retirar la llei marcial.

### Deposició
L'intent de Cop d'estat va comportar una moció de censura en el parlament
La moció va ser aprovada en una votació secreta el 14 de desembre de 2024 amb 204 vots a favor de 300, i una part del partit governant, el Partit del Poder Popular, va votar en contra del seu líder. El Parlament va destituir-lo com a president deixant el seu mandat suspès mentre el Tribunal Constitucional examinava la legalitat de la moció. Mentrestant, el primer ministre independent Han Duck Sook assumí les funcions presidencials de manera provisional.
El 15 de gener de 2025, després de dies de tensió entre partidaris i detractors i diversos intents fallits per detenir-lo, les autoritats van arrestar Yoon Suk-yeol, atrinxerat a la seva residència, protegida amb estrictes mesures de seguretat. Finalment, havia accedit a comparèixer davant l'oficina anticorrupció, que l'investigava per presumptes delictes d'insurrecció i abús de poder.
El tribunal Constitucional va destituir-lo definitivament com a president el 4 d'abril de 2025, i es convoquen eleccions presidencials anticipades per al 3 de juny.

## Judici
El 14 d'abril de 2025 va començar el judici penal que l'enfrontava a enfrenta a càrrecs pels quals podria ser condemnat a cadena perpètua o fins i tot a pena de mort.

## Preses de posicions
Considerat conservador, Yoon també fa campanya el 2022 destacant per les seves posicions antifeministes assumides, creient que és a causa de les feministes que la taxa de natalitat de Corea del Sud està disminuint i afegeix que si és elegit, abolirà la Ministeri d'Igualtat de Gènere i Família. També proposa augmentar les penes per la denúncia calumniosa de violació o agressions sexuals.
Diu que està disposat a reprendre les negociacions amb Corea del Nord amb la condició que renunciï a les armes nuclears. No obstant això, va demanar enfortir la dissuasió militar, incloent-hi els llaços més estrets amb els Estats Units, i també va afirmar que els atacs preventius contra Corea del Nord poden ser necessaris si hi ha un risc d'atac imminent.
També considera necessari desplegar míssils americans a Corea del Sud i vol comprar un sistema de míssils THAAD addicional. També vol unir-se a la Quad, una aliança militar percebuda com a antixinesa que reuneix els Estats Units, Austràlia, el Japó i l'Índia.
Yoon s'oposa a la intervenció de l'estat en l'economia. Cita l'economista Milton Friedman i el seu llibre Free to Choose: Una declaració personal com una influència important en la seva creença en el liberalisme econòmic.
Des del punt de vista econòmic, va anunciar que volia abolir la setmana de 52 hores si era elegit i no fixar un límit màxim de jornada, alhora que eliminava el salari mínim sud-coreà. Així, estima la seva campanya presidencial que «els empleats haurien de poder treballar cent vint hores setmanals, encara que això suposi descansar després».
Va ser polèmic l'octubre de 2021 després de fer comentaris elogiosos sobre l'antic dictador Chun Doo-hwan. A continuació, presenta les seves disculpes. El 7 de novembre de 2021, Yoon va declarar que si fos elegit president, indultaria els expresidents Lee Myung-bak i Park Geun-hye, tots dos condemnats per corrupció (Park Geun-hye va ser indultat més tard pel president Moon Jae- al desembre del mateix any).

## Vida familiar
Yoon està casat des del 2012 amb Kim Keon-hee, presidenta d'una companyia de galeries d'art sospitosa de frau i manipulació de la borsa, fet que portà l'oposició democràtica a votar al Parlament el desembre de 2023 a favor d'iniciar una investigació independent especial contra ella. El president Yoon, que tanmateix s'havia compromès durant la seva campanya electoral amb la neutralitat presidencial en el context dels afers polítics, va decidir utilitzar el seu veto per aturar la investigació.